# Bầu cử tổng thống Maldives 2018
Một cuộc bầu cử tổng thống đã được tổ chức tại Maldives vào ngày 23 tháng 9 năm 2018. Tổng thống đương nhiệm Abdulla Yameen thuộc Đảng Tiến bộ Maldives (PPM) tham gia tranh cử vào nhiệm kỳ 5 năm lần thứ hai liên tiếp. Đối thủ duy nhất của ông là Ibrahim Mohamed Solih thuộc Đảng Dân chủ Maldives (MDP), được đề cử như một ứng viên đại diện của liên minh các Đảng đối lập.
Kết quả bầu cử là một chiến thắng bất ngờ của ông Solih, người giành được 58% phiếu bầu và trở thành tổng thống thứ bảy của nước Cộng hòa Maldives. Nhiệm kỳ của ông sẽ chính thức bắt đầu từ ngày 17 tháng 11 năm 2018. Solih là tổng thống thứ ba được bầu ra dưới chế độ dân chủ mới của Maldives kể từ khi Mohamed Nasheed đánh bại Maumoon Abdul Gayoom trong cuộc bầu cử năm 2008, kết thúc 30 năm cầm quyền của ông này.